# 月の光 〜沈める鐘の殺人〜
『赤川次郎 月の光 ～沈める鐘の殺人～』（あかがわじろう つきのひかり しずめるかねのさつじん）は、2002年5月23日にビクターインタラクティブソフトウエア（現マーベラスインタラクティブ）からPlayStation 2用ゲームソフトとして発売されたサウンドノベル形式のアドベンチャーゲームである。 

## 概要
原作は赤川次郎の小説『沈める鐘の殺人』ではあるが、一部のストーリーや設定を除き、シナリオはほぼ完全にオリジナルとなっている。オープニングテーマには酒井彩名がピアノ演奏したクロード・ドビュッシーの『月の光』が使われている。2003年6月26日及び2005年3月24日には廉価版が発売された。
2008年11月6日にはニンテンドーDS用ソフトとして発売された。

## ストーリー
夕陽に照らされる中、紅葉に囲まれた山道を路線バスが走っている。その中には教師である主人公の姿があった。
失恋により勤めていた学校を辞めた主人公は新たな仕事として、都心から離れた山奥に位置する寄宿制女子高校「鐘園学院」への就職を決めていた。バスを降り、紅葉坂と呼ばれる場所を通り学園へと辿り着いた主人公。
辺りを散策していた主人公は悲鳴を聞き、池で溺れている女性を発見する。池に飛び込み女性を助け出した主人公は彼女に事情を聞こうとするが、その時何処からか悲しげな音が響き渡ってきた…。

## 登場人物

### 主要人物
主人公（小牧忠男／迎三千代）※
鐘園学院の世界史教諭。失恋のショックから以前勤めていた学校を辞め、鐘園学院に赴任することになる。赴任して来た日に、池で溺れていた学院の生徒・爽香を救助。以降は爽香と親しくなり、と同時に学院をめぐる様々な事件に遭遇する。年齢は24歳。
「迎三千代」の読みは「むかいみちよ」だが、原作では「むかえみちよ」である(漢字も「三千世」から「三千代」に変更されている)。
パートナー（古谷公子／古谷公司）※
主人公の性別に対し必ず異性となるように決定される。鐘園学院の国語教諭。明るい性格で生徒たちからの評判も上々。主人公と同僚ということで、何かと主人公のことを気にかけ、時には主人公をサポートする。
第3話では、選択肢によって、多くの事業を展開する「古谷グループ」の令嬢（御曹司）であることが判明する。年齢は24歳。
元恋人（迎三千代／小牧忠男）※
主人公の元恋人。主人公よりも前に付き合っていた恋人とのトラブルが原因で、主人公と別れることとなった。主人公のことを諦めきれず、鐘園学院に現れ復縁を求める。
中沢爽香（なかざわ さやか）
鐘園学院3年A組の生徒。池で溺れていたところを主人公に助けられる。かつては体が弱く長期休学をしていたため、年齢は19歳。穏やかな性格だが、なぜだかトラブルに巻き込まれやすい。
岡江多美子（おかえ たみこ）
鐘園学院の院長。前院長の妻。夫が亡くなってからは彼女が代わって学院を守っている。物腰は柔らかく、生徒や教職員たちからの信頼は厚い。学院のトップリーダーとしての判断力もあり、主人公も何かと世話になる。現在でも、過去の事件の被害者である夫のことを忘れていない。
岡江克二（おかえ かつじ）
多美子の息子。主人公を舐めてかかるなど人格者とは言い難く、母にはまるで似ていない性格の持ち主。
高田百合（たかだ ゆり）
鐘園学院の事務長。岡江院長とは旧知の仲であり親友同士。快活な人物であり、生徒を思う気持ちは院長と同じように強い。イライラした時は甘味喫茶でおしるこを食べる。
杉本結貴（すぎもと ゆうき）
鐘園学院の理科教諭。主人公の相談によく乗ってくれるが、どことなく影がありミステリアス。いつもコーヒーを飲んでいる。普段は理科室におり、単独で行動している。
大井俊治（おおい しゅんじ）
鐘園学院の社会科教諭。院長にはある恩があり、恩返しのために学院で働き続けている。
成田謙一郎（なりた けんいちろう）
武蔵平警察署の刑事。草壁教諭自殺の件をきっかけに主人公と知り合う。お堅い組織に縛られることなく、独自に事件を推理し捜査する。主人公にも気さくに接し、時には危機を救ったり、手がかりを与えたりする。ラグビー好きで、小島・内藤のファンだった。
尾形祐介（おがた ゆうすけ）
武蔵平警察署の刑事で、成田の部下。成田を非常に尊敬している。それゆえか、主人公に対しても協力的である。
少女
主人公が鐘園学院に向かうバスの中で知り合った少女。不思議な雰囲気を漂わせている。

### その他
岡江正次（おかえ まさつぐ）
鐘園学院の前院長。岡江多美子の夫であり、克二の父。20年前、学院で起こった鐘の盗難事件の鍵を握る人物。学院のシンボルであった鐘を守ろうと犯人に立ち向かったが、池に転落し死亡した。今でも池の底には鐘と前院長が沈んでいるとされる。
草壁務（くさかべ つとむ）
鐘楼から転落死した、鐘園学院の教諭。自殺したと思われているが、その死には謎が多い。
須崎美佐子（すざき みさこ）
草壁の婚約者。婚約者の死後は、駅前のスーパーマーケットでパートをしながら生活しているが、にもかかわらずマンション暮らしをしている。草壁の自殺を疑い、ひょんなことから知り合った主人公に協力を求める。
桐嶋一枝（きりしま かずえ）
今年になって赴任してきた、学院の女性事務員。パートナーとは友人関係にある。
名なしの女性事務員のキャラが原作に登場している。
小島和広（こじま かずひろ）
葉月中学校前の交番に勤める巡査。その昔は内藤とのコンビで、ラグビー選手として有名であった。
内藤修介（ないとう しゅうすけ）
小島と同じく、葉月中学校前の交番に勤める巡査。内藤とは同期であり、腐れ縁の仲。
狭山一夫（さやま かずお）
主人公が偶然目撃した、学院を狙う謎の男。酒浸りで、その外見からは荒れた生活が一目で分かる。院長とは何かしらの因縁があるらしく、弱みを握っているという。
※ゲームを開始する際主人公の性別を選ぶことができ、パートナーの性別も変わる。主人公とパートナーは自分で名前を決めることができる。（）内は男女それぞれのデフォルト名。元恋人の名前は主人公の選択しなかった性別のデフォルト名になる。

## 他機種版
| No. | 発売日        | 対応機種       | タイトル                                     | 開発元 | 発売元     | メディア | 型式             | 売上本数 | 備考 |
| --- | ------------- | -------------- | -------------------------------------------- | ------ | ---------- | -------- | ---------------- | -------- | ---- |
| 1   | 2008年11月6日 | ニンテンドーDS | 赤川次郎ミステリー 月の光 ～沈める鐘の殺人～ | -      | マーベラス | DSカード | NTR-P-CJ6J (JPN) | 約1万本  |      |

DS版での変更点
- オープニングムービーが変更。オープニングテーマも酒井彩名が演奏した「月の光」から、HOTARUが歌う「咲けない花」に変更。
- 本編中の一部のムービーがカット。
- エピローグの文章が追加。
- 高田を主人公にした番外編の追加。
- シルエットの陰影が明確になっている。
- パートナー（女性）のシルエットが大幅に異なる。
- 時勢に合わせ『看護婦』を『看護師』と表記（但し『看護婦』のままの箇所もある）。

## 音楽

### 主題歌

#### PlayStation 2版
オープニングテーマ
- 「月の光 (Clair de lune)」 
  - 作曲：クロード・ドビュッシー／演奏：酒井彩名

#### ニンテンドーDS版
オープニングテーマ
- 「咲けない花」 
  - 歌：HOTARU

## スタッフ
PlayStation 2版
- 原作・監修：赤川次郎
- プロデューサー：金沢十三男
- ディレクター：大渕善久、熊倉賢一
- 脚本：高田陽
- プログラム：川野広行、末松友美
- グラフィック：熊倉賢一、弓削田公司、荒木雅子、網代恵一、鮫島拓事、小山顕
- 音楽：松永寛樹
- サウンドエンジニア：濱田弘之
- サウンドエフェクト：松下朝光
- オープニングピアノ演奏：酒井彩名
- 開発協力：山木光人、山楯知己、野中由紀子、岡田明弘
- アートワーク：宮城美紀、富田千穂、金沢十三男
- クリエイティブ：小高徹也 (TAKI CORPORATION)、山口慶一郎 (TAKI CORPORATION)、綾部江里 (TAKI CORPORATION)
- コピーライター：南里淳二 (TAKI CORPORATION)
- 広報：村井俊介
- 宣伝：大野泰生
- 協力： 
  - 三浦玲香、大塚菜生、郡司珠子、石川眞理子、関根彰規
  - 沓澤順一、和田康宏、仲間弥、齋藤光二、弓削田美稚留
  - 濱田智之（T'sミュージック）、吉川信司（T'sミュージック）、柴崎丈博（パナソニック映像）　
  - 小石川茂 (TAKI CORPORATION)、壁谷尚定（読売エージェンシー）、津覇江利子（読売エージェンシー）
- 原作本「沈める鐘の殺人」（講談社文庫）
- 制作協力：オープンセサミ、HAPPY-SMILE、T'sミュージック
- 制作総指揮：木津精一

## 評価
PlayStation 2版
ゲーム誌『ファミ通』の「クロスレビュー」では合計28点（満40点）となっている。

## 関連作品
攻略本
- 赤川次郎 月の光―沈める鐘の殺人 公式攻略本 メガロマニア、 コーエー出版部 (2002/6)